# Symplectoscyphus exochus
Symplectoscyphus exochus är en nässeldjursart som beskrevs av Blanco 1984. Symplectoscyphus exochus ingår i släktet Symplectoscyphus och familjen Sertulariidae. Inga underarter finns listade i Catalogue of Life.